# SUBE卡
SUBE卡（西班牙語：Sistema Único de Boleto Electrónico），意為獨一電子票務系統，是阿根廷於2009年2月引入的非接觸式智能卡。該卡可用於布宜諾斯艾利斯都會區及其他阿根廷城市，並獲得阿根廷交通局推廣。其可用於該城市的若干交通系統，包括布宜諾斯艾利斯地鐵、巴士及國鐵。
引入SUBE卡後加快了乘客上巴士的速度，不再需要等待印刷收據來登車，還可減少二氧化碳和氮氣排放，改善空氣質素。電子車票也減少了城市的隨地丟垃圾的情況。同時也不再需要製作、收集、點算和運送現金，每日有超過1100萬次交易